# Lepidotrigla jimjoebob
Lepidotrigla jimjoebob är en fiskart som beskrevs av Richards 1992. Lepidotrigla jimjoebob ingår i släktet Lepidotrigla och familjen knotfiskar. Inga underarter finns listade i Catalogue of Life.